# Дора (ураган)
Ураган «Дора» (англ. Hurricane Dora) – потужний тропічний циклон, який пройшов через усі три північно-тихоокеанські басейни тропічних циклонів у серпні 2023 року. Четвертий названий шторм, четвертий ураган і другий великий ураган у сезоні тихоокеанських ураганів 2023 року.
Ураган рухалався на захід та перетнув міжнародну лінію дат 11 серпня, тоді його було перекласифіковано як тайфун, ставши другим тропічним циклоном в історії, який зберігає силу урагану в усіх трьох північно-тихоокеанських басейнах тропічних циклонів, уздовж з ураганом Джон у 1994 році. Будучи шостим тайфуном тихоокеанського сезону тайфунів 2023 року, 
Ураган «Дора» ніколи не становив прямої загрози жодній суші. Однак сильні вітри шторму на південь від Гаваїв разом із антициклоном на північ від Гаваїв спричинили сильний градієнтний вітер над островами, що у свою чергу, допомогло спричинити лісові пожежі на Гаваях у 2023 році. Філіп Папен, фахівець з ураганів Національного центру спостереження за ураганами, стверджував, що ураган «Дора» відіграв лише незначну роль у «збільшенні потоку низьких рівнів над Мауї під час виникнення пожежі».

## Метеорологічна історія

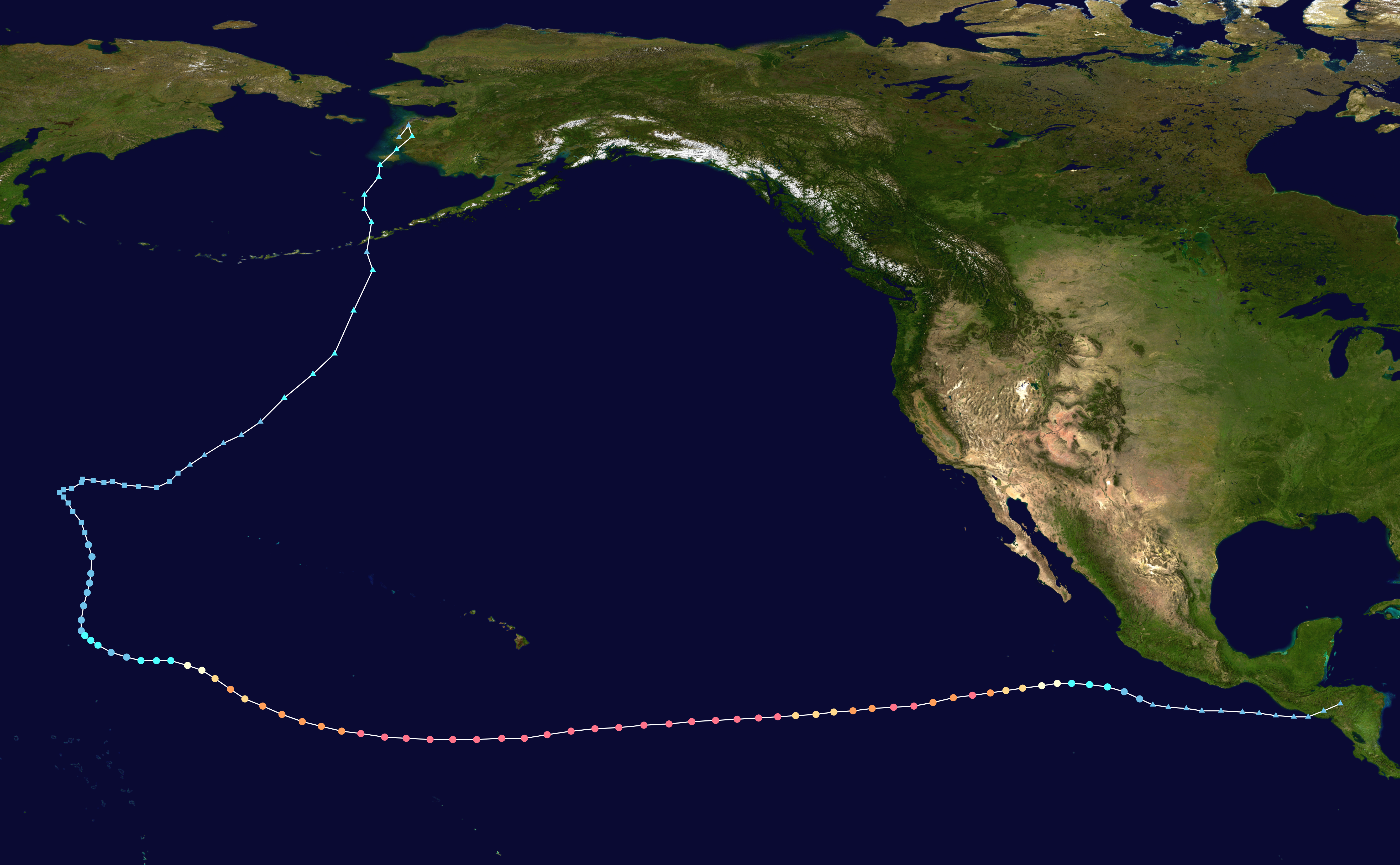
Траєкторія руху і інтенсивності Урагану Дора

## Зв'язок із лісовими пожежами на Гаваях

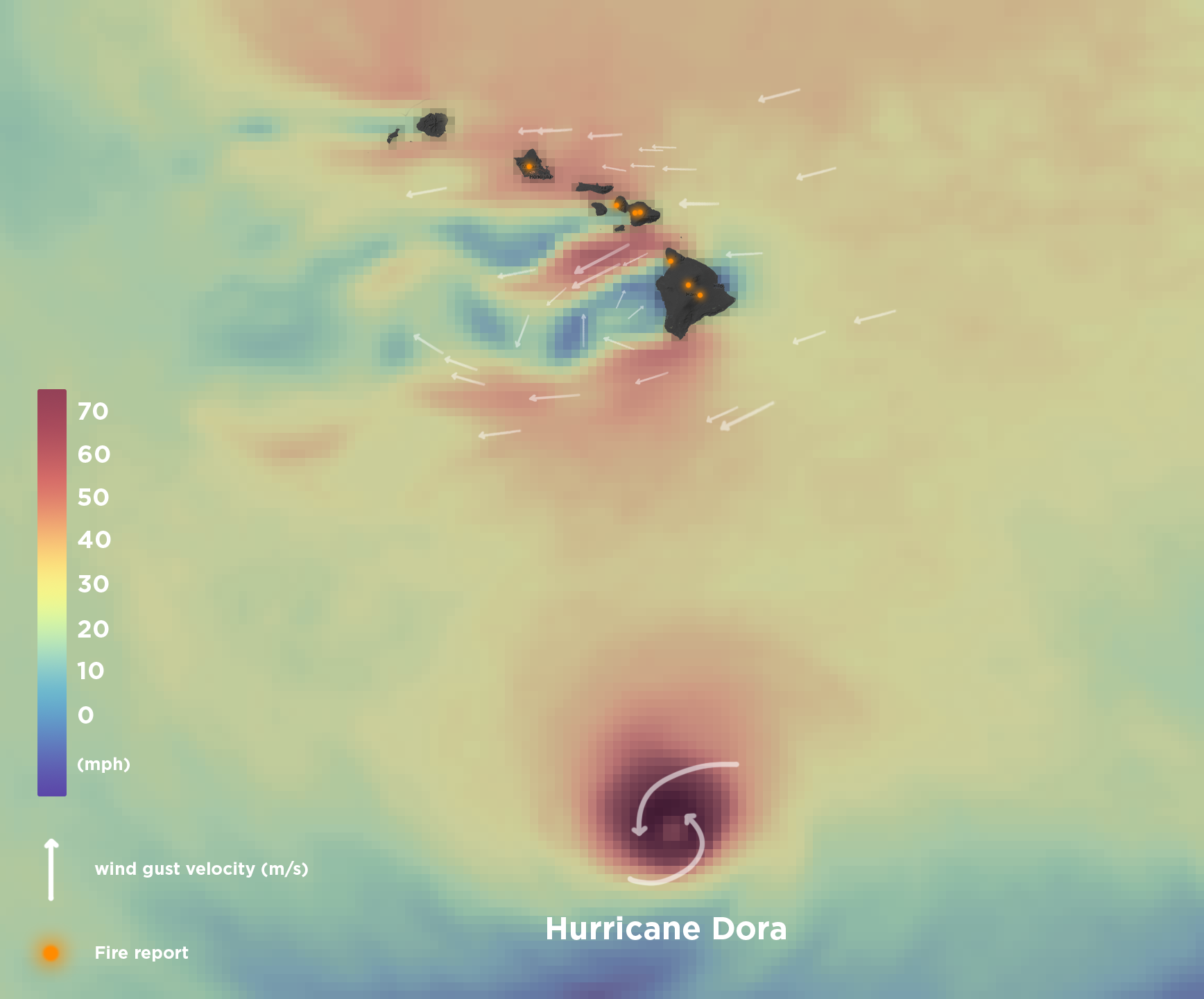
Швидкість/пориви вітру від урагану Дора біля Гавайських островів 8 серпня

У той час як ураган «Дора» не становив прямої загрози для Гавайських островів, Національна метеорологічна служба в Гонолулу випустила численні попередження про погоду та рекомендації, особливо попередження, для частин різних островів в очікуванні урагану, який допоможе посилити пасат з триваючою посухою. Різкий градієнт тиску між сильним антициклоном на півночі Гаваїв і Дорою на півдні викликав неймовірно сильний градієнтний вітер над островами, що, у свою чергу допомогло спричинити численні лісові пожежі на Гаваях. Найбільш руйнівна пожежа спалахнула на Мауї, де загинула щонайменше 101 людина. Крім того, понад 2200 будівель, переважно в Лагайні, були пошкоджені або зруйновані. Лісові пожежі стали найбільш смертоносним стихійним лихом в історії Гаваїв.
Точне значення урагану «Дора» та те, як він вплинув на самі пожежі, залишається дещо незрозумілим. Метеорологи відзначили, що центр шторму залишався на відстані понад 700 миль (1100 км) від островів і що він залишався відносно невеликим за розміром; однак він також залишався «надзвичайно потужним протягом тривалого часу», зареєструвавши більше годин як ураган 4 категорії, ніж будь-який інший шторм у Тихому океані за понад 50 років. Філіп Папен, фахівець з ураганів з NHC, стверджував, що ураган «Дора» відіграв лише незначну роль у «збільшенні потоку низьких рівнів над Мауї під час виникнення пожежі».
Через непряму роль урагану у пожежах назву «Дора» було видалено в березні 2024 року та більше ніколи не використовуватиметься для назви тропічного циклону в басейні східної частини Тихого океану. У списку найменувань ураганів у східній частині Тихого океану його замінять на Дебора.